# プントランド・ソマリランド紛争

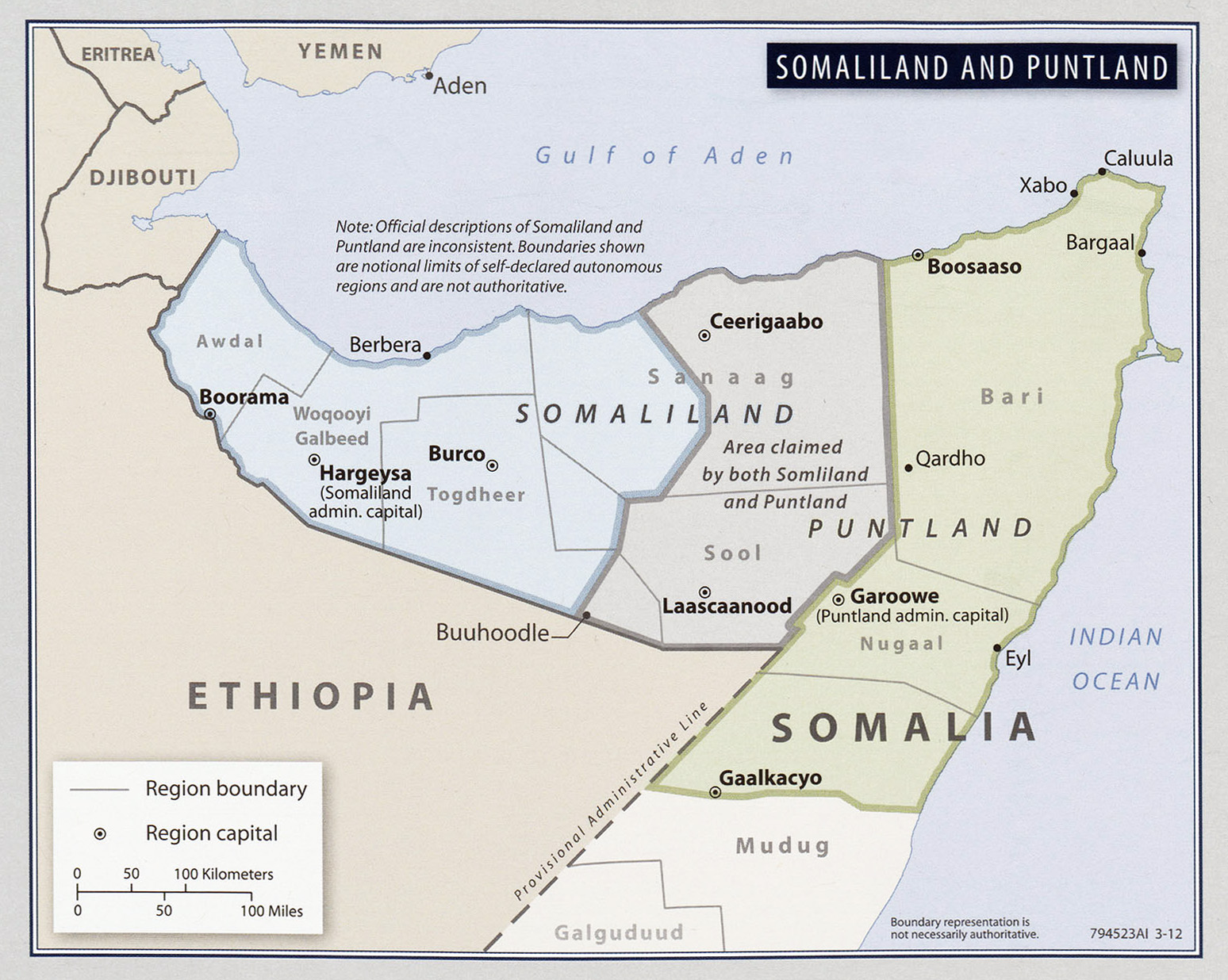
CIAが2012年に作成したソマリランドとプントランドの紛争状況。中央の部分が紛争地域。2022年時点でこの領域の多くをソマリランドが実効支配している。

プントランド・ソマリランド紛争（プントランド・ソマリランドふんそう、英: Puntland–Somaliland dispute）は、内戦状態にあるソマリア内の独立地域、ソマリランドとプントランドの間の戦争。時々実戦も行われているが、直接的な戦闘は少ない:14。
争われているのは両国の間にあるスール地域（Sool）、サナーグ地域（Sanaag）の一部、トゲアー地域の一部（プントランド側の呼称ではアイン地域（Cayn））であり、プントランド側はそれぞれの頭文字をとってSSC地域という。これらの地域は、1991年のソマリランド独立宣言の時点ではソマリランドへの参加を表明していたと見られるが、1998年のプントランド設立宣言の時点ではプントランドにも参加を表明して帰属が曖昧になっていた。2002年にプントランドがスールのラス・アノドを占領してからは多くがプントランドの実効支配下となった。ところが2007年にソマリランドがラス・アノドを占領してからは立場が逆転し、ソマリランドが徐々に実効支配地域を広げて、2022年時点ではスール地域の大部分はソマリランドの実効支配下にあり、アイン地域も最大都市ブーホードレを除いてソマリランドの実効支配下にあり、サナーグ地域も東部の一部を除いてソマリランドの実効支配下にある。

## 背景

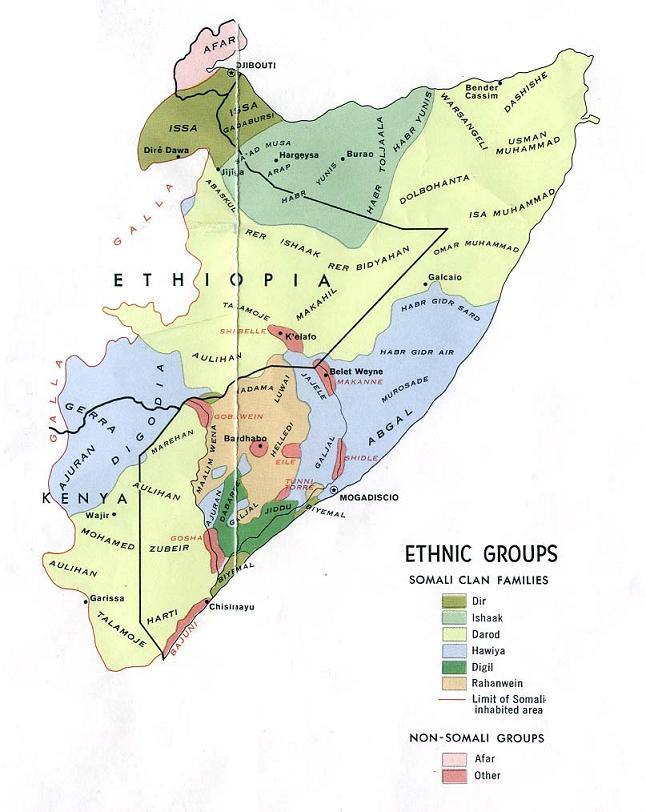
ソマリ族とその支族の分布。かつて列強が引いた国境線とは大きく異なっている。ソマリランド国民の多くはイサック氏族だが、ソマリランドが領有権を主張する東部のSSC地域にはダロッド氏族の住む地域があり、ダロッド氏族の建てたプントランドも領有を主張している。ただし旧イタリア領に住むマジェルテン支族とは異なる、ワルサンガリ、デュルバハンテという支族である

ソマリアはアジアからインド洋を通ってアフリカに向かう場合のアフリカの入り口に当たるため、古くから交易の中継地として栄えていた。この地域にはソマリ人が住んでおり、ソマリ人は今のソマリアだけでなく、エチオピア東部とケニア東部を含む広い範囲に分布している。19世紀、この要地にヨーロッパ列強が進出し、1887年にイギリスが現在のソマリランドとSSC地域に当たる地域を保護領とし、続く1888年にはケニアを支配した。さらに1889年にはイタリアが現在のソマリア南部を保護領とし、1936年にはエチオピアがイタリアの支配下となった。その後1941年にエチオピアがイタリアの支配を逃れ、1960年に旧イギリス領ソマリランドがソマリランド国として独立、その5日後にイタリア信託統治領ソマリアと統合してソマリア共和国となった。1963年にケニアがイギリスから独立した。
1969年、クーデターでソマリアを支配したバーレは大ソマリア主義を唱えて本来のソマリ人の居住地域の回復を目指し、1977年に米ソ冷戦の代理の形でエチオピアと戦争をした（オガデン戦争）。ソマリアはこの戦争に敗れ、その後旱魃に襲われ、さらにはもともとソマリアには氏族同士の対立があったため、1980年代にソマリア内戦が勃発する。その後の1991年、北部のソマリランドが国際的に未承認ではあるものの安定地域として独立、次いで1998年にプントランドが事実上独立した。
ソマリランドはソマリアからの完全独立を主張しているが、プントランドはソマリア国内が安定すれば最終的にはソマリアの一地域になることを主張しているという立場の違いがある。この紛争が起こった当時、ソマリア暫定連邦政府の大統領はプントランドの前大統領アブドゥラヒ・ユスフであった。

## それぞれの主張

### ソマリランドの主張

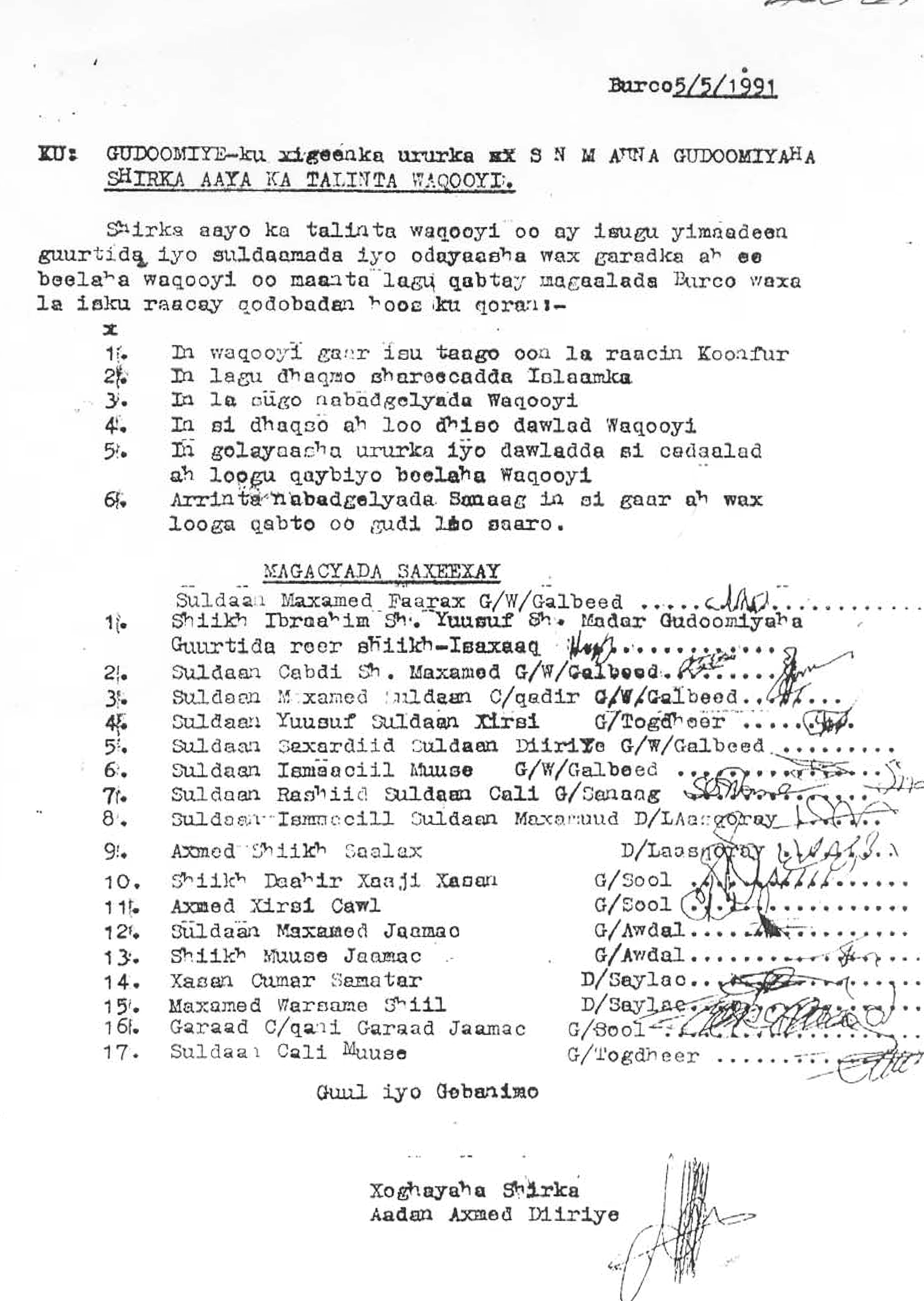
1991年に署名された「ソマリランド独立宣言」では、旧ソマリランド国の主要氏族全てが署名した、とされている

現在のソマリランド政府によれば、そもそもソマリランド国は1960年に旧イタリア信託統治領ソマリアと統一されてソマリアという一つの国になったわけではなく、あくまでも連合であり、ソマリア政府によるイサック虐殺とその後のソマリア内戦を契機として、1991年に連合を解消しただけである。つまり、新生ソマリランドは旧ソマリランド国と同一であり、旧ソマリランド国の全てがソマリランド領であるとしている。
また、1991年のソマリランド独立宣言の時、主要氏族であるイサックだけではなく、旧ソマリランド国に住んでいた全ての氏族の同意を取り付けており、住民の同意という点でも東部紛争地域を含めて旧ソマリランド国の全てが網羅されていると主張している。

### プントランドの主張
ソマリランドは1991年の独立宣言の後、イサック氏族同士の内戦状態となった。1993年にソマリランドのボラマで「国民和解大会議」が開催され、内戦が終結したが、1991年の時点ではソマリランドの設立に賛成していたワルサンガリ及びダルバハンテ氏族内ではそれぞれ、この会議に代表を送るべきかどうかで意見が割れた。そのため、1993年の署名にもワルサンガリ氏族やダルバハンテ氏族が署名した形にはなったが、実質的な参加率は低かった。また、内戦の後遺症で、1990年代のほとんどの期間、ソマリランドはスール地域東部、サナーグ地域南部を放置することになってしまった:48。
そんな中、ソマリア北東部では、ダロッド氏族主体でソマリア東北部に新しい国（プントランド）を設立する動きが生じ、ワルサンガリやダルバハンテの多くも参加した。そのためプントランド政府は、ワルサンガリ氏族やダルバハンテ氏族が住むいわゆるSSC地域はプントランド領であるとしている。プントランド憲法にも、これらの地域がプントランド領であることが明記されている。

### その他の主張
プントランド・ソマリランド紛争地域であるいわゆるスール地域、サナーグ地域、アイン地域には、北東部にワルサンガリ氏族が、南部にデュルバハンテ氏族が住む。これらの人たちは、内戦中のソマリアで休戦協定が結ばれることは歓迎したが、その多くはソマリアからの分離独立には乗り気ではなかったとされている:51。それが1998年のプントランド設立の一つのきっかけとなった:56。しかしワルサンガリ氏族とデュルバハンテ氏族はプントランドにも満足せず、独自にソマリア連邦政府直下の自治政府を作ることを画策した。このため、この紛争においては、ソマリランド・プントランド両国の動きだけではなく、SSC地域の住民の動きにも注目する必要がある。

## 地域の状況

### スール
スール地域はSSC地域の南東部に当たり、ここでの動きがプントランド・ソマリランド紛争の実質的な始まりだった。この地域の主な住民はデュルバハンテ氏族であり、デュルバハンテ氏族はプントランドの主要氏族であるダロッドの支族に当たる。
ソマリランドは建国早々に内戦状態となったが、1993年にボラマでいわゆる「国民和解の大会議」が開催されて内戦が終結し、イブラヒム・エガルが大統領となった。ただしこの内戦がきっかけで、ソマリランド政府とデュルバハンテ氏族はやや疎遠となった。
1998年のプントランドの建国後、デュルバハンテ氏族はソマリランドとプントランドの双方に代表を送ったため、スール地域の帰属は曖昧となった。しかしソマリランド大統領のイブラヒム・エガルとプントランド大統領のアブドゥラヒ・ユスフは共に、新たな争いが発生することを望まず、これを領土問題にはしないことで非公式な合意をしていたとみられている:58。スール地域を含めたいわゆるSSC地域の主要都市では、プントランド、ソマリランドそれぞれに任命された知事や軍司令官が並立することとなった:59。
2002年、現職ソマリランド大統領のイブラヒム・エガル死去のため、副大統領だったダヒル・リヤレ・カヒンが大統領となった。そして、2003年ソマリランド大統領選挙、およびその準備としての2002年ソマリランド地方選挙が行われることとなった。これらはソマリランド初の直接投票による民主選挙であった。カヒン大統領は選挙の準備のため、護衛を連れてスール地域の行政中心都市ラス・アノドを訪問した。しかし、プントランド軍との戦闘となったため、退却した。この事件により、ソマリランドとプントランドの対立が鮮明化した:63。
2003年12月、スール地域の行政中心都市ラス・アノドの南部で氏族同士の対立が発生したため、プントランドはその仲裁を口実にスール地域の軍を増強した。以後、2007年までスール地域の多くをプントランドが実効支配することになったが、プントランド軍は質が低く、スール地域の住民は反発した:64。また、隣国のエチオピアは、プントランド軍の支配では治安が安定せず自国にも影響が及ぶ可能性があると考え、ソマリランドがスール地域を支配するよう働きかけた:65。
2007年10月、プントランドで失脚した内務大臣のアフメド・アブディ・ハブサデは、ソマリランドへの参加を表明し、ハブサデに近い立場と言われる民兵がラス・アノドを占領し、続いてソマリランド本軍がラス・アノドを占領した。以後、ラス・アノドはソマリランドがほぼ安定して支配することとなった。ラス・アノドの長老たちはプントランド側に避難し、プントランドはラス・アノドの東約50キロメートルの位置にあるトゥカラクに撤退した:65。
これより少し前にソマリア中央で成立していたソマリア暫定連邦政府は、数年後に正式政府となることが決まった。この政府は連邦制を取ることとなっていたため、ソマリア各地で連邦の構成国の設立の動きが起こった。
2008年5月、スール地域でノースランド国の設立が宣言されたが、これは実質を伴わなかった。
2009年、スール地域に住むデュルバハンテ氏族は、海外ディアスポラの支援を受けて、スール、サナーグ、アインの各地域を統合した連邦構成国の成立を目指して「SSC地域の救済・統一機関」（HBM-SSC）を設立した。そして、ブーホードレからラス・アノド近くまでの範囲を実効支配した。これには、この地域の所有権を主張するソマリランド、プントランドの双方から反対の動きが起こった。特にソマリランドとは戦闘が発生し、そのほとんどでソマリランド軍が勝利したため、HBM-SSCの支配地域は徐々にソマリランドの傘下となっていった。2011年頃に内部分裂を起こして実質的な活動を停止し、2012年にHBM-SSCの代表がソマリランドへの参加を表明した。
2012年、デュルバハンテ氏族は、チャツモ国と呼ばれる新しい自治組織を設立し、その首都はタレーとされた。しかしやはりソマリランド軍との戦闘で支配地域を失っていき、「チャツモ国軍」はブーホードレ、サーヘール、バリアドなどを転々とした後、2017年にチャツモ国大統領がソマリランドへの参加を表明した。ただし副大統領派はプントランドと合同して、チャツモ国の継続を宣言したため、実質は失われているものの、今でも時々チャツモ国名義での声明が出ることがある。それでも、スール地域で帰属が曖昧な場所は概ねソマリランドの支配下となった。
2018年1月、ソマリランド軍は、ソマリア連邦政府軍が先に攻撃をしてきたとしてトゥカラクを攻撃し、軍事占領した。2020年3月、トゥカラクで、ソマリランド軍とプントランド軍の戦闘が行われた。2020年6月30日、プントランド軍がカリン・ダバイル・ウェインへの侵入を試みたが、ソマリランド軍に撃退されている。
2022年11月、ソマリランド軍がボアメを占領。これにより、スール地域の大部分をソマリランドが実効支配することとなった。
2022年12月、スール地域の行政中心都市ラス・アノドで、ソマリランド警察と、親ソマリアを唱える住民の間で死者が出る戦闘が発生。

### アイン
アイン地域の主な住民もスール地域と同様、主な住民はデュルバハンテ氏族である。最大都市はブーホードレ。
アイン地域も基本的にはスール地域と同様の状況であり、2022年時点でそのほとんどをソマリランドが実効支配している。ただし最大都市ブーホードレのみは、たびたびソマリランド軍が占領しているものの、ソマリランドの支配が及んでいない。そのため、ソマリランドはこの地域をブーホードレ地区としてトゲアー地域の一部として扱っているものの、ブーホードレ地区の行政中心都市は近隣のウィドウィドに置いており、ソマリランドのブーホードレ市長もウィドウィドで選ばれている。

### サナーグ
サナーグ地域はSSC地域の北部に当たる。領有権が争われたのはプントランドが独立を宣言した1998年以来のことである。プントランドが領有権を主張しているのはサナーグ地域の東半分に当たる。この地域にはプントランドの主要氏族であるダロッドの支族、ワルサンガリ氏族が住んでいる。
ワルサンガリ氏族の当初の対応は、スール地域のデュルバハンテ氏族と大きくは変わらなかった。しかしたまたまサナーグ地域に地下資源があるとの話があり、その所有権を巡っての争いが発生した。また、サナーグ地域北部の海岸は昔から隣国イエメンと盛んに交易しており、ソマリア内戦以降は武器などの密輸が盛んになったことから、経済的には自立しており、ソマリランドやプントランドといった秩序だった政府の支配に馴染まないということもあった。また、ソマリア北部には断続的とはいえ東西に長く山脈が横たわっているため、昔から内陸部とは隔絶されているという事情もあった。
マハムド・ムセ・ヘルシがプントランド大統領を務めていた2005年末、プントランド政府は「プントランド領」での埋蔵が期待される石油の調査許可をオーストラリアの企業レンジリソース社に与えた（プントランドにおける石油採掘）。採掘が期待できるのは、大統領が属するマジェルテン氏族の居住地から極めて近いものの、主にワルサンガリ氏族の居住地域だった。プントランド大統領は翌2006年にワルサンガリ氏族の反対を押し切って調査を強行したが、調査中にワルサンガリ氏族の民兵との戦闘となり、調査団の兵士8名が死亡した。プントランド大統領は兵士600名を増員し、対するワルサンガリ氏族は共通の敵を前に団結した:126-127。この事件をきっかけに、ワルサンガリ氏族はプントランドと距離をおくこととなった:130。
2007年、ワルサンガリ氏族は海外のディアスポラの支援を受けて:130、マーヒル国を設立した。なお「マーヒル」はこのあたりの海岸にすむ人々の歴史的な呼称でもある。ただしデュルバハンテ氏族のようにソマリランドやプントランドと本格的な対立をする意思は弱かった:132。プントランド政府はワルサンガリ氏族に対して政治的な待遇の改善を約束し、マーヒルは再びプントランドに編入された:756。
これにより、プントランドのサナーグ地域西部の勢力範囲はハダフティモあたりとなり、ソマリランドの勢力範囲はその西のユッベあたりとなった。以降、2023年現在でもここがプントランドとソマリランドの事実上の境界となっている。2020年2月26日、ユッベから18キロメートルの地点でプントランド軍とソマリランド軍の戦闘が行われているなど、現在でも時々小規模な争いが発生している。
しかし、これでワルサンガリ氏族の全てがプントランドに帰属した訳ではなかった。一部のワルサンガリ氏族は、イスラーム過激組織などと手を組んでプントランドに抵抗した。また、ソマリランドとプントランドの境界も実際には曖昧であり、例えば英国雑誌エコノミストは2022年に、孫引きではあるものの、SSC地域の東半分がプントランドでもソマリランドでもないことを示す地図を掲載している。例えばバリ地域西部のガルガラ出身のモハメド・サイード・アトムは、アルカーイダと手を組んで、サナーグ地域とバリ地域西部を拠点に、2014年にソマリア政府に投降するまでプントランドと対立した。
ラス・コレーは古い港町であり、内戦前にはツナ缶などの生産地であったが、内戦の影響を大きく受け、密出国や密貿易の拠点の一つとなった。基本的にはソマリランドにもプントランドにも服していないが、たまに両国の干渉を受ける。2009年10月、プントランドを拠点とする海賊が、イエメン沖で誘拐した4名を人質に取り、ラス・コレー地区の山に立てこもった。人質解放の条件に応じてプントランド軍が撤退したところ、直後にソマリランド軍が人質奪還のためラス・コレーに侵入した。2011年4月、ラス・コレーで海賊16人がプントランド政府に逮捕された。2012年6月、プントランドの港湾大臣がラス・コレーを訪問。2012年11月、ソマリランド軍がプントランド派の民兵を追放。2014年3月、ソマリランド大統領がラス・コレーを初訪問。2017年末にソマリランドの大統領選挙が行われたが、ラス・コレーはプントランド占領地であるとして、選挙区から除外された。2020年2月25日、ラス・コレー地区でソマリランド軍とプントランド軍の短時間の戦闘が行われ、少なくとも1名が死亡した。ラス・コレー市内では戦闘はなかった。
2021年3月25日、プントランド軍がダハールの町で行われたデモ隊に実弾を使ったとして、ソマリア連邦政府が非難声明を発表した。